# Masahiro Sugita
Masahiro Sugita (japanisch 杉田 将宏 Sugita Masahiro; * 24. November 1999 in der Präfektur Aichi) ist ein japanischer Fußballspieler.

## Karriere
Masahiro Sugita erlernte das Fußballspielen in der Schulmannschaft der Nagoya Secundary School, in der Jugendmannschaft von Nagoya Grampus, sowie in der Universitätsmannschaft der Waseda-Universität. Seinen ersten Vertrag unterschrieb er im Januar 2022 bei Albirex Niigata (Singapur). Der Verein ist ein Ableger des japanischen Zweitligisten Albirex Niigata, der in der ersten singapurischen Liga, der Singapore Premier League, spielt. Sein Erstligadebüt gab Masahiro Sugita am 25. Februar 2022 (1. Spieltag) im Heimspiel gegen Tanjong Pagar United. Hier stand er in der Startelf und spielte die kompletten 90 Minuten. Tanjong Pagar United gewann das Spiel 2:0. Tanjong Pagar United gewann das Spiel 2:0. Am Ende der Saison feierte er mit Albirex die singapurische Meisterschaft. Nach der Meisterschaft wechselte er zu Beginn der Saison zum ebenfalls in der ersten Liga spielenden Balestier Khalsa.

## Erfolge
Albirex Niigata (Singapur)
- Singapurischer Meister: 2022